# King ov Hell
King  właściwie Tom Cato Visnes (ur. 27 listopada 1974 w Bergen), znany również jako TC King – norweski muzyk, kompozytor i instrumentalista. Tom Cato Visnes znany jest przede wszystkim z występów w black metalowej grupie Gorgoroth, w której pełnił funkcję basisty w latach 1999–2007. W latach 2002–2007 występował w zespole rockowym Audrey Horne.
W 2009 roku wraz z byłym wokalistą Gorgoroth - Kristianem "Gaahlem" Espedalem powołał zespół God Seed. Formacja została przekształcona jeszcze tego samego roku w Ov Hell z udziałem wokalisty Stiana "Shagratha" Thoresena znanego z występów w Dimmu Borgir. King ov Hell współpracował ponadto z takimi zespołami jak: Sahg, I oraz Jotunspor.
Wraz z zespołami Gorgoroth i Audrey Horne uzyskał dwukrotnie nominację do nagrody norweskiego przemysłu muzycznego Spellemannprisen. Poza działalnością artystyczną Visnes pracował jako nauczyciel w szkole podstawowej w Bergen. Muzyk praktykuje satanizm teistyczny.

## Dyskografia
| Gorgoroth - Incipit Satan (2000, Nuclear Blast) - Twilight of the Idols (In Conspiracy with Satan) (2003, Nuclear Blast) - Ad Majorem Sathanas Gloriam (2006, Regain Records) - Black Mass Krakow 2004 (DVD, 2008, Metal Mind Productions) Audrey Horne - Confessions & Alcohol (EP, 2005, Tuba Records/DogJob Records) - No Hay Banda (2005, Tuba Records/DogJob Records) |  | Sahg - Sahg 1 (2006, Regain Records) - Sahg 2 (2008, Regain Records) - Sahg 3 (2010, Indie Recordings) Jotunspor - Gleipnirs smeder (2006, Candlelight Records) I - Between Two Worlds (2006, Nuclear Blast) |

## Filmografia
- Black Metal: A Documentary (2007, film dokumentalny, reżyseria: Bill Zebub)